# Oltu
Oltu – miasto w Turcji, w prowincji Erzurum. W 2017 roku liczyło 22 654 mieszkańców.
W Oltu urodził się Wiktor Pawłowicz (1893–1961), major dyplomowany piechoty Wojska Polskiego.